# Aniakchak (rivier)

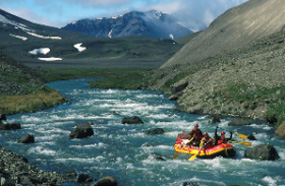
Raften door The Gates op de Aniakchak

De Aniakchak is een ruim 50 kilometer lange rivier in het afgelegen, federaal beschermde natuurgebied Aniakchak National Monument and Preserve in het Aleoetengebergte in de Amerikaanse staat Alaska. In 1980 heeft de rivier de bescherming Wild and Scenic River gekregen.

## Loop
De Aniakchak ontspringt aan Surprise Lake, een meer in de caldera van Mount Aniakchak. Vanaf het meer stroomt de rivier door The Gates, een steile kloof van ongeveer 450 meter in de 1 kilometer hoge oostelijke wand van de caldera.
Raften is de enige manier om deze ondiepe wilde rivier te bevaren. De eerste 25 kilometer daalt de Aniakchak met gemiddeld 19 meter per kilometer. Door meerdere abrupte dalingen, de rotsachtige bodem, de rukwinden in The Gates, onvoorspelbaar weer en de hoge snelheid is het een uitdagende en gevaarlijke rivier om te bevaren. De laatste 25 kilometer naar Aniakchak Bay aan de oceaan zijn veel langzamer; de rivier meandert hier door vlak land. Alleen ervaren rafters kunnen een tocht over de gehele Aniakchak tot een goed einde brengen, en zullen daar drie à vier dagen over doen.

## Fauna
In de Aniakchak vindt men vele vissoorten; onder andere forel, chumzalm, rode zalm en regenboogforel. Langs het water leven vele rendieren en bruine beren.